# カトリック台南教区

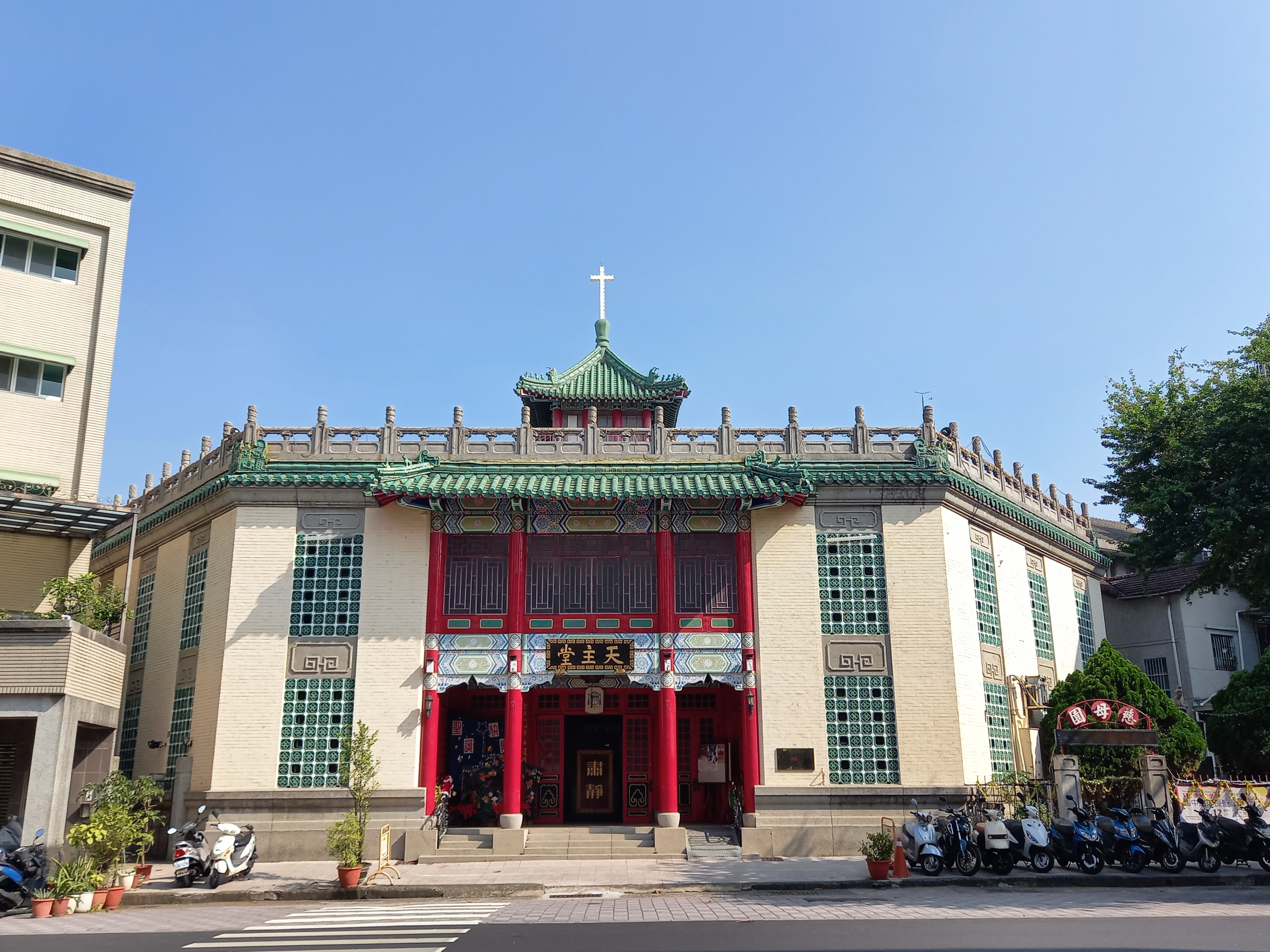
中華聖母司教座堂

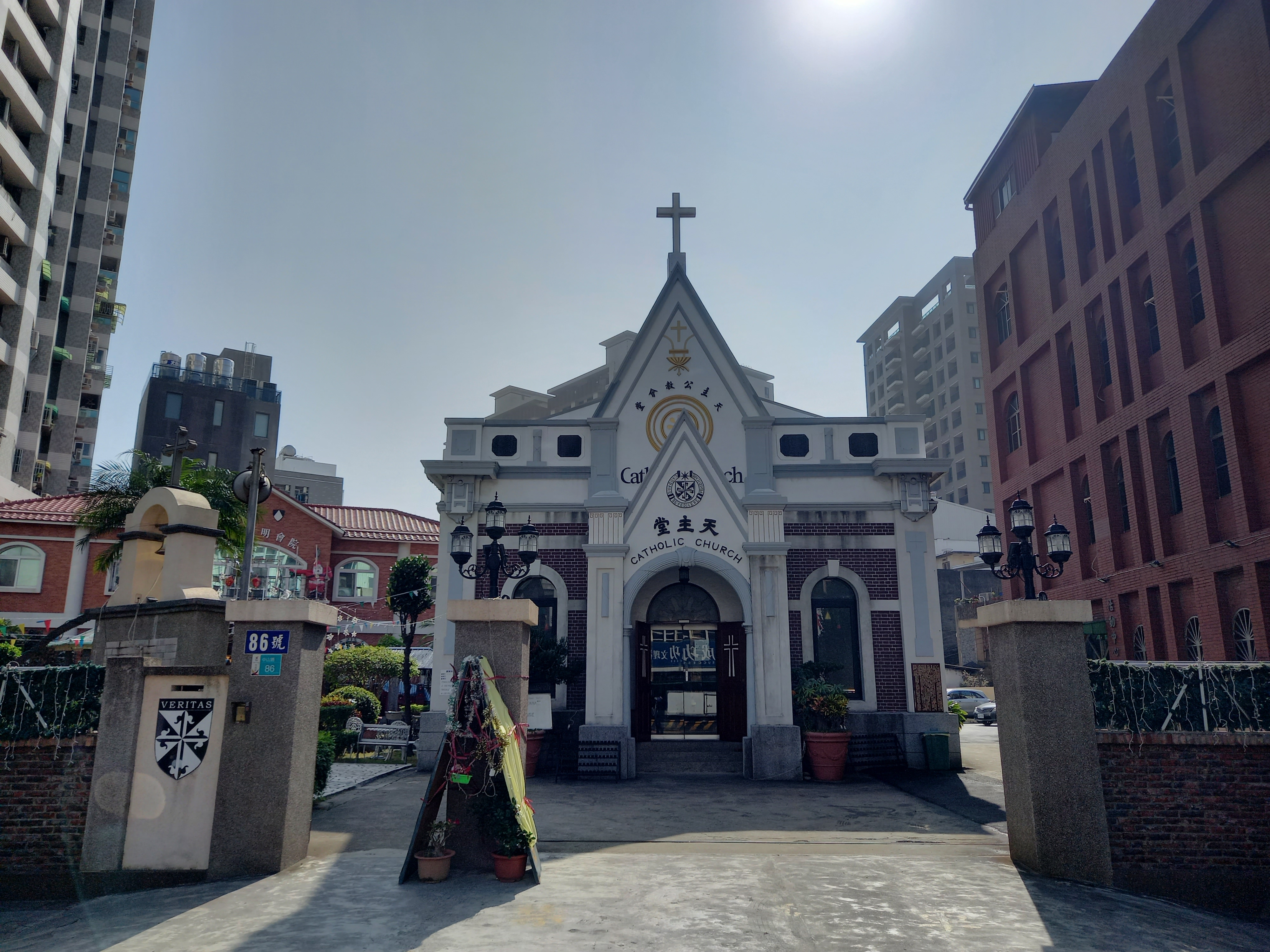
中山路聖母無原罪の御宿り堂

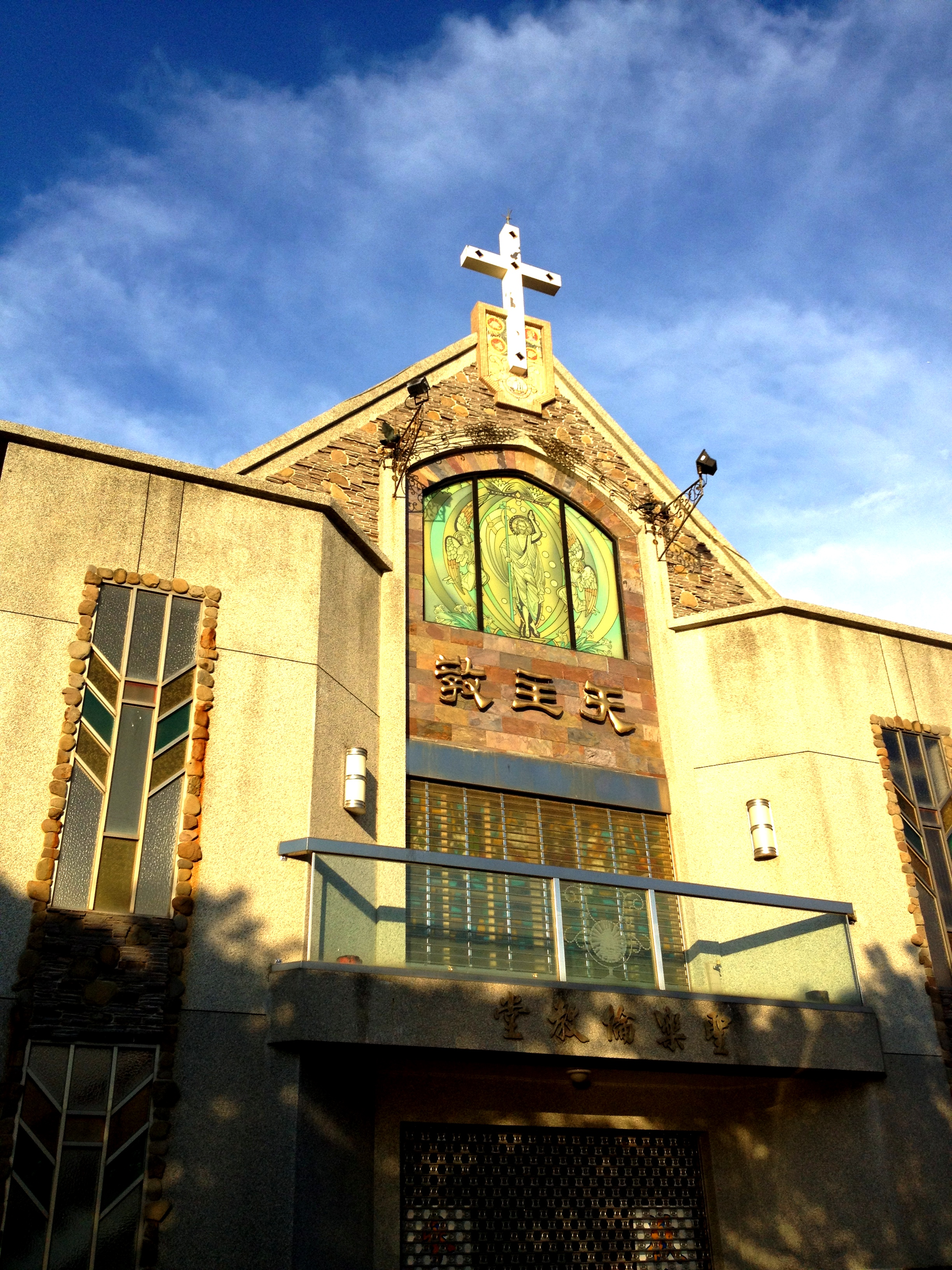
安平聖ラウレンティウス堂

カトリック台南教区(中: 天主教台南教區、羅: Dioecesis Tainanensis、英: Diocese of Tainan）は、台湾 台南市および澎湖県を管轄区域とするキリスト教カトリック教会の司教区。司教座聖堂は中華聖母司教座堂。

## 沿革
- 1913年 - 台湾は既に日本統治時代の中期にあったが、依然として中国のアモイ代理区に所属していた。そこで教皇庁はこれを独立させ、フォルモサ（すなわち台湾）使徒座知牧区を設置した。
- 1949年 - 12月31日 教皇庁は台湾知牧区を台北知牧区と高雄知牧区に分割。
- 1952年 - 8月7日 教皇庁は台湾において教階制（ヒエラルキー）を施行。同時に西部平原地帯の雲林県、嘉義県、嘉義市、台南市、台南県、澎湖県が独立し、嘉義知牧区が設置され、中国山東省の陽穀教区司教牛会卿師が知牧に就任した。
- 1961年 - 3月21日、教皇庁は台南市、台南県、澎湖県を嘉義知牧区から分割し、台南教区を設立。初代司教には羅光師が就任した。
- 1970年 - 2月24日、教皇庁は澎湖県を台南教区から分割し、澎湖使徒座管理区を設立。
- 1991年 - 澎湖使徒座管理区を台南教区に統合[1]。

## 統計
| 番号 | 項目               | 数値    |
| ---- | ------------------ | ------- |
| 1    | 信徒数             | 8,916名 |
| 2    | 司教および司祭     | 65名    |
| 3    | 修道士および修道女 | 68名    |
| 4    | 小教区             | 30箇所  |
| 5    | 巡回教会           | 10箇所  |

（2011年現在）

## 歴代司教（教区長）
- 初代 - スタニスラウス羅光 1961年 - 1966年
- 2代 - パウロ成世光 1966年 - 1990年
- 3代 - ヨセフ鄭再発 1990年 - 2004年
- 4代 - ボスコ林吉男 2004年 -2023年
- 5代 - 黃敏正 2023年 - 現在